# Ciobotani, Mureș
Ciobotani (în maghiară Csobotány) este un sat în comuna Stânceni din județul Mureș, Transilvania, România.
Satul Ciobotani, care a aparținut până în anul 1952 de județul Harghita-Toplița, este amintit în scrierile lui Mihai Eminescu, care în anul 1875, călătorind cu o trupă de teatru ambulant, a poposit aici.
Conform recensământului din 2002, în sat trăiesc 324 de persoane, din acestea 320 de persoane fiind români (98,8%). Limba maternă a 321 (99,1%) de persoane este româna. .